# Kinner K-5

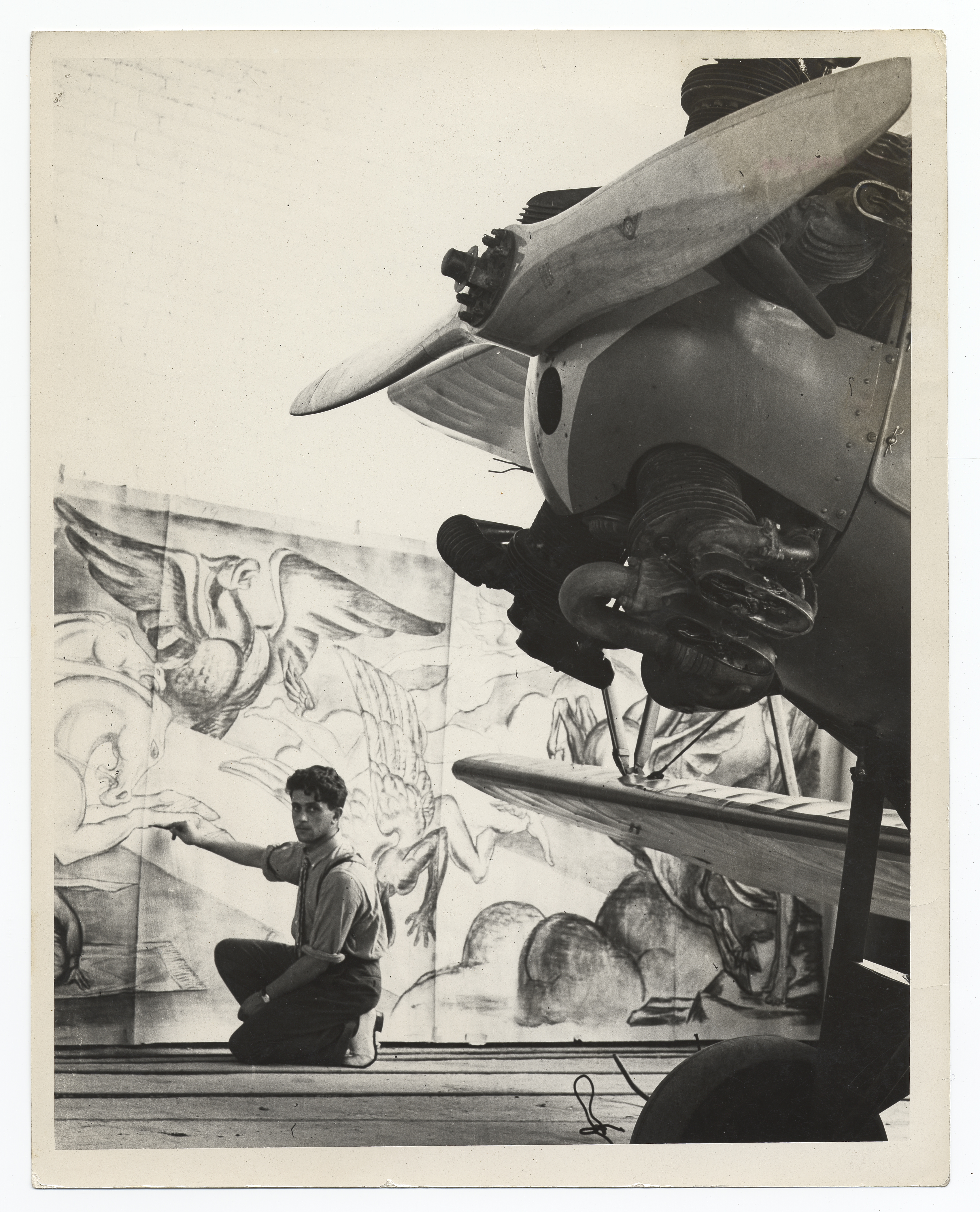
Un K-5 sur un Fleet Model 2

Le Kinner K-5 était un moteur cinq cylindres en étoile américain pour avions légers et avions de sport, développé par Winfield B. 'Bert' Kinner. Le K-5 s'est bien vendu en raison de l'essor de l'aviation civile après le vol transatlantique de Charles Lindbergh. C'était un moteur rugueux mais fiable[réf. nécessaire] qui a été produit avec ses dérivés à des milliers d'exemplaires, propulsant un grand nombre d'avions d'entrainement de la seconde Guerre mondiale. Le K-5 fut suivi par le B-5, R 5 et R-55. Les versions militaires furent désignées R-370.

## Applications
- Adcox Special
- American Eagle A-129 biplan
- Chamberlin C-2
- Davis D-1-K
- Fleet Model 2
- Granville Brothers Model A biplan
- Kinner Sportster
- Kreutzer Air Coach
- Waco KSO

## Spécifications (Kinner K-5)

### Caractéristiques générales
- Type :  cinq cylindres, refroidis par air, en étoile
- Alésage :   4  1⁄4in (108mm)
- Course :  5  1⁄4in (133.3mm)
- Cylindrée :  372,4 ci (6.1 litres)
- Longueur :  19 in (482mm)
- Hauteur : 43.5 in (1,104mm)
- Masse à vide :  275 lb (124 kg)

### Composants
- Distribution :  1 soupape d'injection et 1 soupape d'échappement par cylindre
- Injection :  1 Carburateur Stromberg
- Carburant :  73 Octane
- Système de refroidissement :  Air

### Performances
- Puissance :  100 ch à 1 810 tr/min max / 70 ch à 1 650 tr/min en croisière
- Taux de compression :  5.0:1
- Rapport poids-puissance :  0.36 ch/lb en croisière